# Mensaje a los mallorquines
El Mensaje a los mallorquines (en catalán, Missatge als mallorquins) fue un manifiesto cultural que apareció en la prensa catalana en mayo de 1936 con la intención de profundizar y extender las relaciones culturales entre Cataluña y Mallorca. En efecto, un llamado Comité de Relaciones entre Cataluña y Mallorca redactó en octubre de 1933, con motivo del centenario de la Renaixença, un comunicado dirigido a las corporaciones públicas y a las entidades privadas animadas por los ideales de la Renaixença, pero no se hizo público hasta mayo de 1934. Al poco tiempo se produjo la declaración del Estat català en octubre de 1934 y las actividades del Comité se detuvieron.

## Contenido
Tras la victoria electoral del Frente Popular volvió a normalizarse la situación política y cultural de Cataluña y fue posible recuperar la iniciativa del Comité de Relaciones entre Cataluña y Mallorca. El manifiesto proclamaba la hermandad en la historia, en nuestro renacimiento y en el porvenir, con otros pueblos de nuestra estirpe y de nuestra lengua, y remarcaba la idea de nuestra comunidad, que, siendo estrictamente espiritual, no comporta hegemonías, sino fraternal colaboración. Expresaba los lazos que unen Cataluña con los otros pueblos de lengua catalana y declaraba que los que ligan a Cataluña con Mallorca son de naturaleza íntima e inquebrantable. Ponía ejemplos desde Ramon Llull hasta la Escuela mallorquina y observaba que estos lazos solo son sentidos por un grupo reducido de personas y es necesario que estos sentimientos de solidaridad sean propagados a todos los estamentos sociales, si queremos que nuestro Renaixença alcance ese sentido de destino colectivo que infunde virtud de eficacia a todas las teorías y a todos los ideales que puedan concebir las mentes de los que conducen a los pueblos. Por eso, los firmantes del manifiesto creían que debían afianzarse con intensidad los vínculos históricos que la Renaixença había vuelto a hacer actuales y fecundos. Se saludaba fraternalmente los elementos culturales de Mallorca y hacía un llamamiento a las entidades animadas por los ideales de la Renaixença y las corporaciones públicas de una y otra tierra para que hicieran actos que consagraran la hermandad y la acción cultural común.

## Firmantes
El mensaje fue patrocinado por un patronato presidido por Antonio Rubió y Lluch . Entre los firmantes estaban Pedro Corominas, Lluís Millet, Pedro Bosch, Francisco Cambó, Francesch Carreras, Pompeu Fabra, Eduardo Fontseré, Amadeu Hurtado, Francesch Matheu, Luis Nicolau d'Olwer, Rafael Patxot Jubert, Josep Puig i Cadafalch, Carles Riba y Jaime Serra Húnter.
Del Comité organizador formaban parte Joaquim Balcells, Josep Vicenç Foix, Joaquín Folch y Torres, Tomàs Garcés, Manuel de Montoliu i de Togores, Jordi Rubió y Joaquín Xirau Palau. Autoridades como Lluís Companys, Joan Casanovas, Ventura Gassol, Carles Pi i Sunyer y Cristià Cortès (presidente de la comisión de cultura del Ayuntamiento de Barcelona ) se adhirieron a la iniciativa.

## Eco en Mallorca
El mensaje fue publicado por la revista La Nostra Terra. La Asociación por la Cultura de Mallorca se encargó de redactar la Respuesta a los catalanes, publicada el 10 de junio de 1936. Como consecuencia del intercambio de documentos se creó una Secretaría de la Comunidad Cultural Catalano-Balear (CCCB). La Guerra civil española echó abajo el proyecto.